# Кривая Балка (Одесская область)
Кривая Балка (укр. Крива Балка) — село, относится к Белгород-Днестровскому району Одесской области Украины. Протекает река Каплань.
Население по переписи 2001 года составляло 1574 человека. Почтовый индекс — 68243. Телефонный код — 4848. Занимает площадь 1,84 км². Код КОАТУУ — 5124582201.

## География
Кривая Балка — село, расположено в 40 км от районного центра, в 18 км от железнодорожной станции Кулевча и в 7 км от автодороги Одесса — Измаил. Дворов — 637, населения — 1805 человек.

## Местная власть
На территории Кривой Балки размещена центральная усадьба многоотраслевого колхоза им. Кирова, за которым закреплено 5,2 тыс. га сельскохозяйственных угодий, в том числе 3,9 тыс. га пахотной земли. За производственные успехи 131 труженик села награждён орденами и медалями СССР, в том числе орденом Ленина—доярки В. П. Лабунец и В. Г. Герастовская, орденом Октябрьской Революции — звеньевой И. К. Полтавченко. Звания заслуженного учителя УССР удостоен директор восьмилетней школы Я. И. Чайковский. В селе работают восьмилетняя школа, где 22 учителя обучают 372 ученика, дом культуры с залом на 350 мест, библиотека с книжным фондом 20,5 тыс. экземпляров; фельдшерско-акушерский пункт, два детских сада; девять магазинов, быткомбинат, отделение связи, сберегательная касса. Две партийные и четыре комсомольские организации села объединяют 56 коммунистов и 136 членов ВЛКСМ. Первые партийная и комсомольская организации созданы в 1949 году.

## История
Село Кривая Балка основано в 1832 году козаками с Запорожской сечи. С 1839 года оно числилось станицей Дунайского казачьего войска. Советская власть установлена в декабре 1917 года. В январе 1918 года жители села (до 1947 г. называлось Каиры), организовав боевой отряд во главе с Андреем Ременским, огнём встретили вторгшихся в Бессарабию румынских захватчиков. В годы оккупации в селе неоднократно распространялись революционные листовки, крестьяне разгромили жандармский пост, открыто выступали против отторжения Бессарабии от СССР, за что многие из них были осуждены. Советская власть восстановлена в июне 1940 года. Во время Великой Отечественной войны 193 жителя села участвовали в боях на фронтах, 112 из них награждены орденами и медалями Союза ССР. 76 человек пали на полях сражений. В селе установлен памятник односельчанам, погибшим в борьбе с фашизмом. В окрестностях Кривой Балки обнаружены поселения эпохи поздней бронзы (конец II — начало I тысяче-/733/летия до н. о.) и три небольшие поселения первых веков нашей эры. Поселение III—IV вв. н. э. выявлено вблизи села Надъярного.
В 1945 г. Указом ПВС УССР село Каиры переименовано в Кривую Балку.